# 3인조 암살단
3인조 암살단(三人造暗殺團)는 일제강점기 시절인 1922년 만주 통의부에서 활동하던 김병현, 김광추, 박희광으로 조직된 암살조직으로 훗날 이들의 재판 과정에서 '3인조암살단'으로 불리었다.
1924년 7월 26일(토)자 독립신문은 '삼장사(三壯士)의 용감(勇敢)'이라는 제목으로 이들 3인조 암살단을 '삼장사'라고 표현으며, 주요 활동으로는 일본군 주요 시설 습격, 친일파 및 고관(高官) 암살, 임시정부 및 독립운동단체에 탈취한 자금과 무기를 조달하였다.
3인조암살단과 비슷한 조직으로 을사늑약을 체결하는데 일본에게 도움을 준 친일파 박제순(朴齊純), 이지용(李址鎔), 이근택(李根澤), 이완용(李完用), 권중현(權重顯) 다섯을 암살하려고 했던 오적 암살단(五賊暗殺團)이 있다

## 결성
남만주 지역 무장 독립운동 단체의 통합 기관인 대한통의부(통의부) 군사위원장(사령장) 오동진과 제 5중대장 김명봉의 지시로 김광추, 박희광, 김병현 3인으로 조직되었다. 1914년 9월1일자 동아일보의 공판기사 내용을 보면 김광추가 리더였으며, 김광추, 박희광(박상만)은 선방에서 직접 암살을 김병현은 외부나 후방에서 망을 보면서 달아나는 요인을 암살하는 역할을 맡은 것으로 증언하고 있다.

## 조직과 활동
3인조 암살단은 통의부에서 만든 비정규군 비밀 조직으로 통의부를 이끌던 오동진과 제 5중대장인 김명봉이 당시 정규전으로는 일본군에 대항하기에 한계를 느껴 일본 핵심 요인암살과 친일파 제거 등의 게릴라전을 목적으로 결성하였으며, 이를 활용한 선전 활동으로 고도의 심리전을 펼쳤다. 그 근거로 암살후 현장에는 반드시 사형선고문을 붙이게 하였고, 실제로 이런 활동은 친일파들에게 상당한 부담감을 주었으며, 배정자와 같은 친일파들이 은퇴하는 결정적인 계기로 작용하였다고 평가 받는다
암살단의 조직원은 통의부 소속 김광추, 박희광, 김병현이며 이들의 작전은 오늘날 미국 레인저 75연대와 유사한 작전을 수행하는 조직이었다.
1924년 6월1일 무순방면 첩자이며 여순조선인회(旅順朝鮮人會)서기인 정갑주(鄭甲周)와 가족을 현장에서 사살 하였고, 대련(大連)에서는 이토 히로부미(伊藤博文))의 수양녀 배정자(裵貞子, 일본식 이름: 田山貞子(다야마 사다코))를 암살 시도 하였으나 실패하였다.
또한, 친일조직인 일진회(一進會)회원 최정규(崔晶奎, 다른 이름으로 최창규(崔昌圭)가 있다)를 암살하려 하였으나 실패하고 장모와 처 허균(허윤, 원식(元植)이라는 자료도 있음)을 총살 및 총상으로 사망케 하였다.
1924년 6월 7일 만주 봉천성 일본총영사관(總領事館)에 폭탄을 투척하였으나 불발로 실패하였다.

## 해체
3인조 암살단은 1924년 6월 7일 금정관(金井館)에 침입하여 군자금을 탈취하는 과정에서 일본군과의 총격전중 김광추는 현장에서 사망하였으며, 박희광과 김병현은 체포되어 무기징역 등을 선고 받고 뤼순형무소에 수감되어 암살단 조직은 사실상 해체되었다. 
암살단을 조직한 김명봉은 조직원들의 체포이후 세력이 약해진 틈을 타, 1924년 7월 독립운동단체 조직간 알력 다툼(정확한 단체명은 확인되지 않음)으로 피살되었다. 
이 당시 독립운동을 하던 단체는 통의부, 통의부계열 판의단, 참의부, 의열단 등 각 지역에서 여러 단체가 있었으며, 다양한 시각과 함께 각 단체들끼리의 주도권 싸움과 의견 대립으로 의견 충돌이 많았다고 한다. 그 대표적인 예로 윤봉길의사의 훙커우 공원 폭탄투척 사건마저도 박헌영과 이승만은 부정적으로 평가절하하였다. 
이승만은 '이런 어리석은 행동은 일본에게 명분만 줄뿐 한국의 독립을 가져다 주지는 못할 것이다'라고 비판하였다.

## 같이 보기
- 한국의 독립운동
- 김명봉
- 박희광
- 참의부
- 오적 암살단
- 김구

## 참고 자료
- 대한민국독립유공인물록(大韓民國獨立有功人物錄)』(국가보훈처, 1997)
- 대한민국독립운동공훈사(大韓民國獨立運動功勳史)』(김후경, 광복출판사, 1983)
- 독립운동사자료집』 14(독립운동사편찬위원회, 1978)
- 동아일보(東亞日報)』
- [네이버 지식백과] 박희광 [朴喜光] (한국민족문화대백과, 한국학중앙연구원)